# Ligne de Berlin à Hambourg
La ligne de Berlin à Hambourg est une ligne de chemin de fer d'une longueur totale de 284 km reliant les villes de Berlin et de Hambourg, mise en service le 15 décembre 1846
La ligne relie la gare centrale de Hambourg :
- à la gare de Berlin-Spandau
- à la gare centrale de Berlin

## Historique

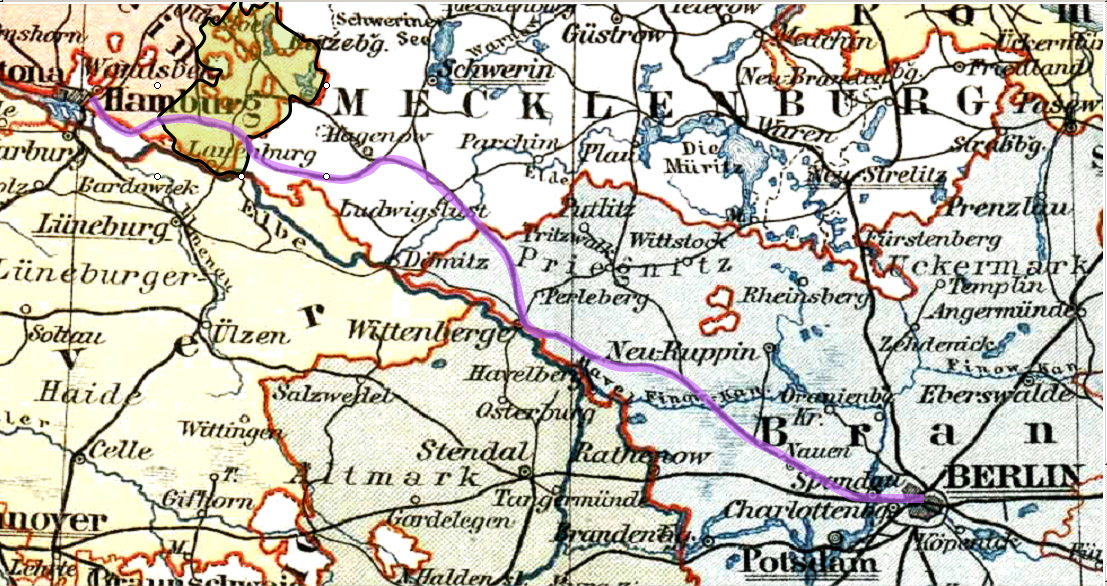
Le tracé primitif et les états de la Confédération

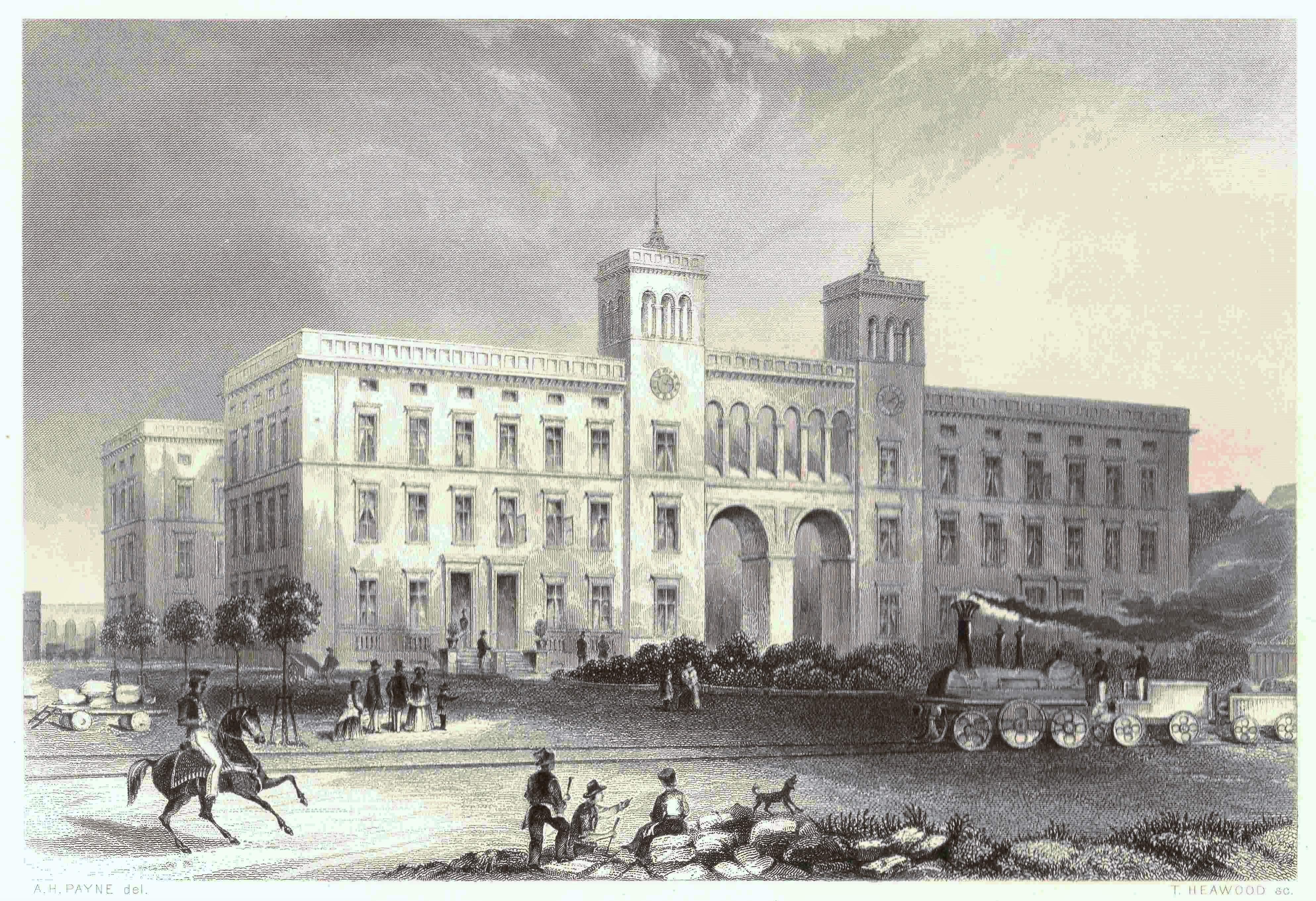
La Hamburger Bahnhof de Berlin vers 1850, avec à l'arrière-plan la ligne de liaison.

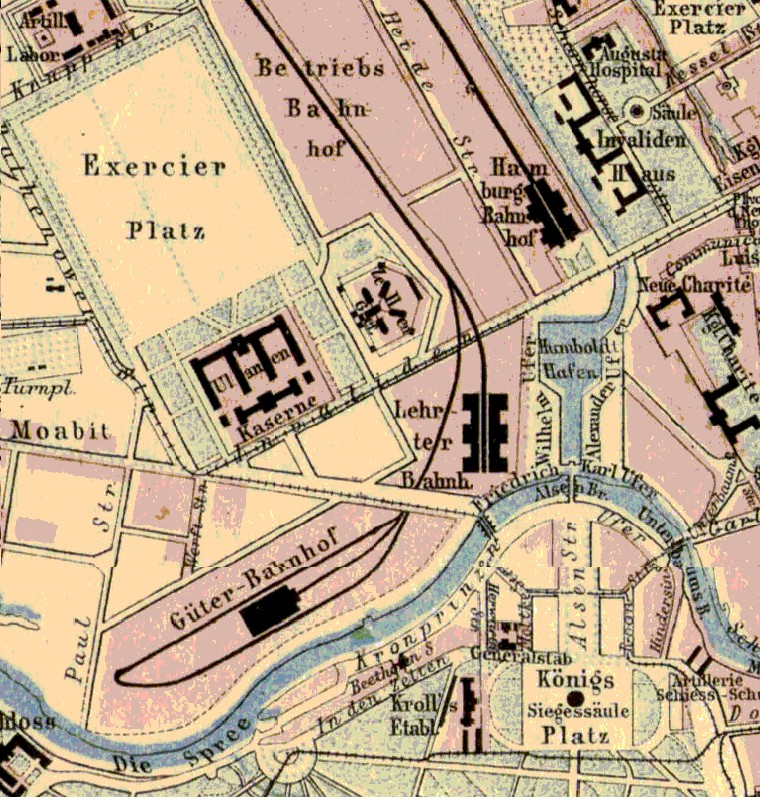
La Hamburger Bahnhof et la Lehrter Bahnhof de Berlin vers 1875

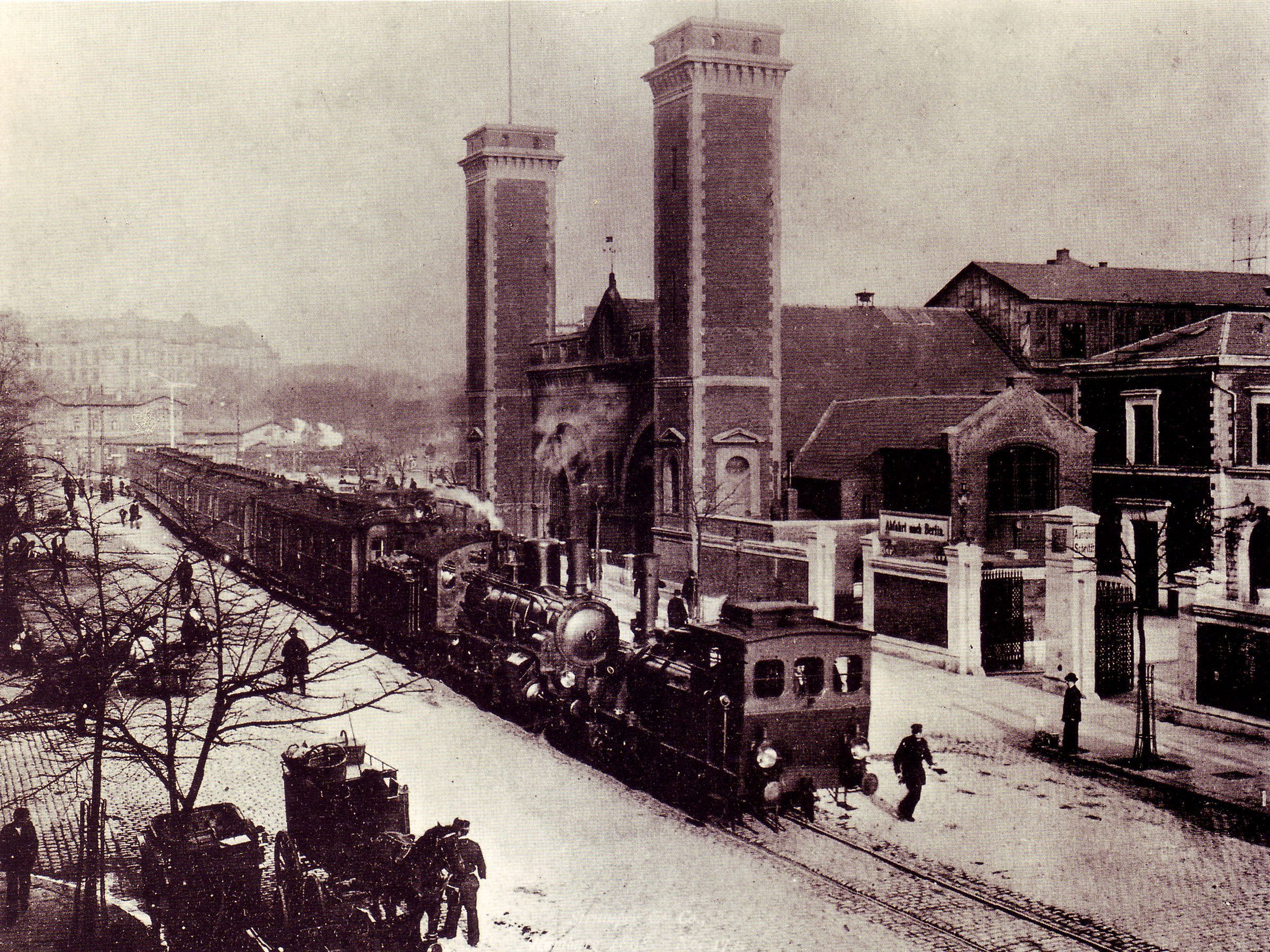
La Berliner Bahnhof de Hambourg, avec au premier plan l'embranchement vers la gare de Klosterthor.

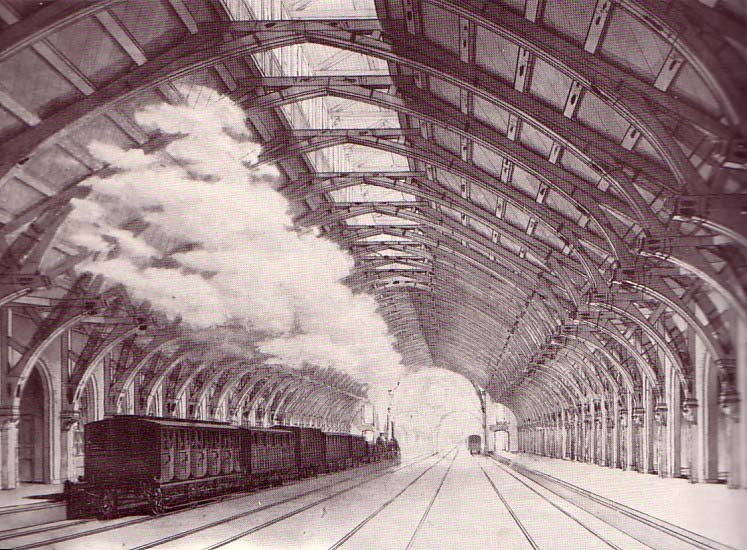
Le hall de la gare de Hambourg long de 148 m, vers 1870.

Cette ligne de chemin de fer traversait les cols de cinq territoires de la Confédération germanique : la ville hanséatique indépendante de Hambourg ; les duchés alors danois de Holstein et de Lauenbourg ; le Grand-duché de Mecklembourg-Schwerin ; et enfin le Royaume de Prusse. Par la gare de Hambourg-Bergedorf, limitrophe des territoires de Lübeck et de Hambourg, la ville hanséatique de Lübeck était connectée au chemin de fer.
Le 8 novembre 1841, ces états conclurent un accord transnational arrêtant le tracé de la ligne et le partage des droits de douane. La compagnie ferroviaire obtint les concessions foncières régionales utiles au tracé en 1845. Hambourg et le duché de Mecklembourg avaient subordonné leur autorisation au fait de pouvoir entrer dans le capital de la société par actions Berlin-Hamburger Eisenbahn-Gesellschaft. Dès 1844, la société recevait 10 % du capital (au total 8 millions de thalers), ce qui permit de démarrer les travaux au départ du village mecklembourgeois de Ludwigslust. Au plus fort des travaux, le chantier employa jusqu'à 10 000 ouvriers.
Le tronçon de Berlin à Boizenburg, long de 222 km, entra en exploitation le 15 octobre 1846. Pour achever le tracé, il ne restait plus que 45 km jusqu'à Bergedorf, qui furent couverts le 15 décembre 1846. La voie se raccordait ainsi  à la ligne de Hambourg-Bergedorf, ouverte au trafic voyageurs depuis le 16 mai 1842, et au fret de marchandises depuis le 28 décembre 1842. À Hambourg, la gare, simple hall d'accueil prolongé de quais couverts en charpente, occupait l'emplacement des actuelles halles du Deichtor.
Le premier président directeur général de la compagnie fut Friedrich Neuhaus, qui conserva ces fonctions jusqu'à sa mort le 4 décembre 1876.

### Inauguration
Le premier train entre Berlin et Hambourg accomplit le parcours en neuf heures. La compagnie dispose de cinq locomotives : Hansa, Concordia, Vorwärts, Germania et Amazone pour les marchandises aussi bien que pour les voyageurs. Ces machines tractent au total 33 voitures de voyageurs (première et seconde classe), et 43 voitures de troisième classe. Il y a enfin une voiture de luxe pour les personnalités.
La première année d'exploitation, la ligne achemine un demi-million de personnes. La plupart des voyageurs n'effectuent alors que de petits déplacements, par exemple de Berlin, Spandau à Nauen, Wittenberge et Büchen ; ou de Hambourg à Bergedorf. En l'espace de 20 ans, le bénéfice annuel initial de 890 000 thalers double. Pour ce qui est des marchandises, les rentrées croissent à un rythme superlinéaire. L'industrialisation du pays et l'exode rural vers Berlin et Hambourg tirent la croissance du trafic.
Cette ligne reliant deux des plus grandes villes de l'Allemagne d'alors est naturellement l'une des plus importantes Toutefois les prérogatives des autorités des territoires traversés sans doute nuisent à la rentabilité de l'exploitation de la compagnie ferroviaire, qui fait faillite en 1886.

### Raccordement à d'autres lignes et nationalisation

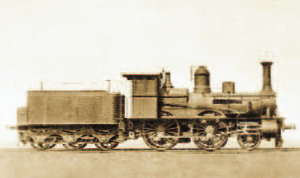
Locomotive von Borsig livrée en 1873 à la Sté d'exploitation de la ligne Berlin-Hambourg.

La « gare de Lübeck » de Hambourg ne fut construite en 1865 qu'à 600 m à l'Est de la première gare (Berliner Bahnhof), et l'année suivante, la gare de la ligne de Hambourg à Altona, dite « Gare de Klosterthor » fut édifiée à 200 m au Nord. Les trois gares furent ultérieurement raccordées par une voie ferrée, la Berliner Bahnhof servant d'échangeur.
Il restait à la Compagnie de Chemin de Fer de Berlin-Hambourg à construire un tronçon de douze kilomètres entre Büchen et Lauenbourg-sur-Elbe, pour disposer de son propre pont au-dessus de la vallée du Schwarzenbek : il fut inauguré le 15 octobre 1851 et pouvait être emprunté gratuitement par les citadins de Lauenbourg pour prendre la correspondance sur la ligne principale de Berlin à Hambourg. La Compagnie Royale Ferroviaire de Hanovre prolongea la ligne jusqu'à Lunebourg en 1863-64. Un accord pour le passage de l'Elbe fut conclu le 15 mars 1864 pour une durée de 14 années entre les deux compagnies pour la ligne Lauenbourg–Hohnstorf, puis le pont ferroviaire de Lauenbourg (de) donna à la ligne Lübeck–Lunebourg son tracé actuel.
Jusqu'à sa nationalisation, la ligne rapporta à ses actionnaires un intérêt moyen annuel de 8,87 %. Le 1er janvier 1884, elle fut partiellement nationalisée et rattachée aux Chemins de fer d'État de la Prusse. Il devenait désormais possible de raccorder la gare de Spandau avec la ligne de Lehrte par la gare berlinoise de Lehrte. La Berliner Stadtbahn reliant le terminus de la ligne de Hambourg à Rathaus Spandau avec les gares de Berlin-Ruhleben et la gare de Berlin-Charlottenburg entra en service en 1882.
Le tronçon Spandau-lac de Falkensee passa à quatre voies en 1938. Il fallait prolonger en effet le S-Bahn jusqu'à Falkensee et Nauen. Les travaux commencèrent seulement au tout début de la Deuxième Guerre mondiale.

### Électrification et records de vitesse

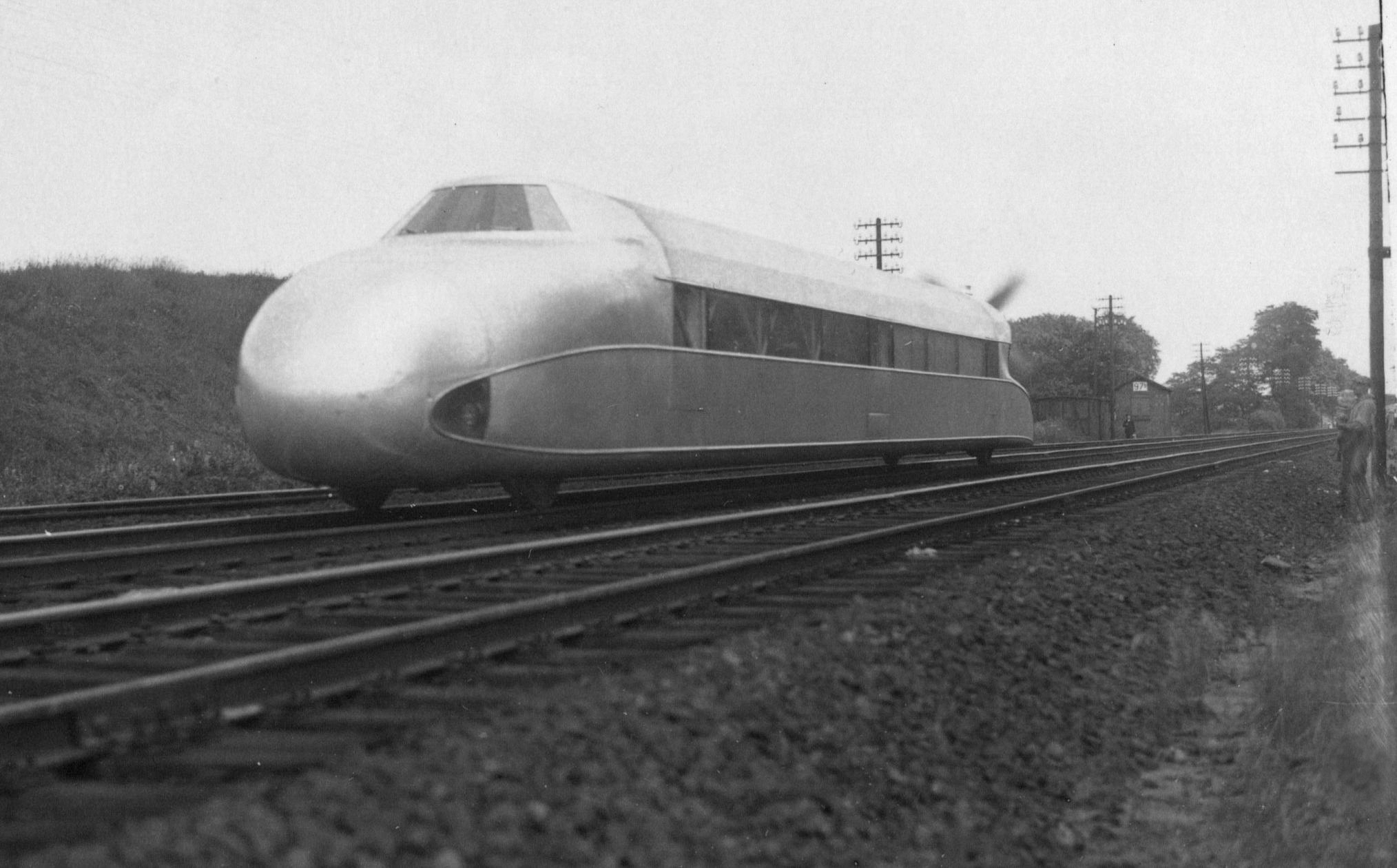
Le turbotrain Schienenzeppelin (230 km/h, 1931)

Au début de l'année 1926, les chemins de fer allemands mirent au point une technique pour communiquer par téléphone avec les chauffeurs de train en faisant passer les signaux électriques par les voies.
Après les essais de traction électrique effectués dès 1904 sur la ligne de chemin de fer militaire entre Berlin-Marienfelde et Zossen, un « Bureau d'études pour l'électrification ferroviaire » déposa les plans d'une ligne électrifiée entre Berlin et Hambourg, et la ligne servit effectivement à deux reprises de Ligne à grande vitesse dans les années 1930. À cette fin, il fallut porter l'espacement des feux de signalisation de 700 à 1 200 m sur toute la ligne, augmenter les rayons de courbure et poser des détecteurs à inducteurs intermittents le long des voies
Le 21 juin 1931, un premier turbotrain, le Schienenzeppelin effectua le parcours de 257 km séparant les gares de Hamburg-Bergedorf et la gare de Lehrte à Berlin en seulement 98 minutes (de 3 h 27 à 5 h 05). Il atteignit sa vitesse de pointe de 230,2 km/h sur le tronçon Karstädt — Wittenberge,. Ce record de vitesse ne devait être battu qu'en 1955. Cette tractrice révolutionnaire était mue par une turbine montée en tête. En juillet 1934, il accomplit son dernier voyage. Sa vitesse excessive pour l'infrastructure de l'époque, et la difficulté d'entretien de sa turbine, faisaient obstacle à son développement.
Le 11 mai 1936, la locomotive à vapeur à grande vitesse 05 002 (de), tirant trois wagons D et un wagon enregistreur, battit un nouveau record de vitesse pour sa catégorie sur 52 km avec 200,4 km/h entre Vietznitz et Paulinenaue.
Le 15 mai 1933, on équipa pour la première fois un train, le Fliegender Hamburger, d’une motrice Diesel DR 877 (de). Il parcourut les 286,8 km séparant Hamburg Hauptbahnhof de Berlin Lehrter Bahnhof en 2 heures 18 minutes, soit une vitesse moyenne de 123 km/h. Le Fliegende Hamburger était dans l'Entre-deux guerres le train de voyageurs de loin le plus rapide : à l'époque, la plupart des voyageurs effectuaient ce voyage en trois heures et demie à quatre heures dans des trains à vapeur de type D. La déclaration de guerre poussa les autorités à mettre les trains rapides au service de leurs objectifs militaires.
Il faudra attendre 1997 pour qu'un train allemand batte le record du Fliegende Hamburger. Le plan d'équipement de 2001 prévoyait de ramener la durée du trajet de certains ICE à 2 h 08 min. Depuis la mise en service du 12 décembre 2004, il est de 1 h 30.

### L'Après-Guerre
La reconstruction du pont ferroviaire de Büchen franchissant le canal Elbe-Lübeck permit de reprendre l'exploitation de la ligne dès le mois de juillet 1946. Le trafic de marchandises redémarré au printemps 1947 s'interrompit de nouveau avec le blocus de Berlin le 24 juin 1948. Le premier train de voyageurs entre Berlin et Hambourg depuis l'armistice circula le 10 septembre 1949.
La ligne de Hambourg, comme beaucoup d'autres lignes allemandes, fut affectée dans l'Après-Guerre par la création des zones d'occupation : le Rideau de Fer séparait ainsi Büchen et Schwanheide, en RFA, des gares berlinoises d'Albrechtshof et de Spandau Ouest situées en RDA. En outre, sur le territoire de la RDA, on démonta l'une des deux voies ferrées comme Dommage de guerre au bénéfice de l'Union soviétique. Cela n'empêcha pourtant pas la Deutsche Reichsbahn (RDA) d'exploiter, en plus de ses lignes intérieures, la ligne internationale Berlin–Schwerin–Wismar tant pour le trafic passager que pour le trafic marchandises. La Deutsche Bundesbahn repoussa de son côté la deuxième voie ferrée entre Büchen et Schwarzenbek.
Dans les années 1950 et 1960, le trafic interzone était assuré jusqu'à la gare de Hambourg-Altona par des locomotives à vapeur de série DR-03, auxquelles succédèrent des locomotives modèle DR-01.5. Il faudra attendre l'exercice 1973 pour que des locomotives de la DB reprennent l'exploitation entre Hambourg et Büchen. À l'Est ce furent d'abord des locomotives Diesel de série 118 et 132, analogues aux modèles DB-218 de la Bundesbahn. À la fin des années 1950 la DR équipa la ligne Berlin-Hambourg de tractrices diesel de série DR-VT 12.14, compatibles avec les célèbres locomotives du Fliegende Hamburger (de) de l'Avant-guerre. Mais ces trains à tractrice diesel de fabrication hongroise (Compagnies Ganz) n'étaient pas rentables, et elles n'équipèrent pas longtemps la ligne.

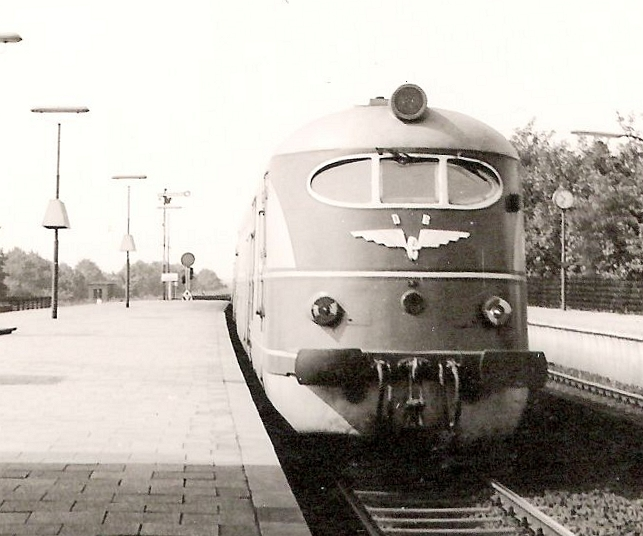
Les tractrices diesel Interzones VT 12.14 de la Deutsche Reichsbahn (RDA) lors du voyage inaugural Hambourg-Bergedorf en juillet 1959.

Au soir du 5 décembre 1961, le conducteur de locomotive Harry Deterling défonça à pleine vapeur les barrières frontalières de Staaken mises en place depuis la construction du Mur de Berlin. La nuit même, les douaniers scièrent les rails. À Berlin, on détourna le trafic en transit de la ligne Hambourg–Berlin vers Berlin-Ouest par la gare de la ligne de ceinture de Griebnitzsee, et le poste frontière d'Albrechtshof fut définitivement fermé. Dans les années 1960 la durée du trajet s'allongea jusqu'à dépasser six heures à cause des contrôles douaniers, des changements de train et de la voie unique. Un accord entre la Bundesbahn et la Reichsbahn limita au poste frontière de Büchen à 24 le nombre des trains de marchandises et à 12 le nombre de trains de voyageurs vers l'Est, et à 17 le nombre des trains de marchandises et à 5 trains de voyageurs pour l'Ouest. Les trains devenus surnuméraires à l'Ouest vinrent compléter le matériel roulant de la S-Bahn de Hambourg.
Avant la division de l'Allemagne, cette ligne était l'un des cinq axes interrégionaux qui rayonnaient depuis Hambourg vers le reste de l'Allemagne (les quatre autres étaient ceux de Flensburg, de Lübeck-Wismar-Rostock-Stralsund-Sasznitz, Hanovre et de Brême). Après la partition de l'Allemagne, elle perdit l'essentiel de sa clientèle et le trafic depuis Hambourg se polarisa en quelques années selon un axe Nord-Sud. Tandis qu’à Hambourg les lignes de Hanovre (1965) puis de Brême (1968) étaient électrifiées et que les voies étaient aménagées pour le passage à 200 km/h, la ligne de Berlin restait comme extérieure au réseau de la RFA.
Ce n'est qu'en 1976 qu'au nouveau poste-frontière de Staaken on construisit une ligne directe vers Hambourg. De même, dans les années 1970, le tronçon Nauen—Schwerin retrouva sa deuxième voie ferrée.
En 1988 la Deutsche Reichsbahn envisagea de porter la vitesse sur le tronçon Nauen - Neustadt (Dosse) à 160 km/h, mais jusqu'à la Perestroïka, la vitesse moyenne n'y excéda jamais 120 km/h.

### Intégration au métro berlinois
Le tronçon Spandau–Nauen était rattaché depuis 1921 à la zone tarifaire de la banlieue de Berlin. Malgré de multiples projets, il fallut attendre le 14 août 1951 pour que Falkensee soit connecté au réseau de banlieue. L'antenne de Nauen marqua le pas. Après l'érection du Mur de Berlin dans la nuit du 13 août 1961, la capitale se trouva coupée de ses banlieues. Falkensee et tout le Havelland ne purent être raccordés à Berlin-Est et à la ligne de ceinture qu'au prix de multiples détours.

### Depuis la Chute du Mur
Après la Chute du Mur, le 1er août 1990, la Deutsche Reichsbahn décida de faire de la ligne Berlin-Hambourg sa première « liaison InterCity » (IC)  baptisée Max Liebermann, en l'équipant de tractrices TEE de type DB 601, louées en Italie. Elles ne devaient toutefois rouler que jusqu'au 28 septembre suivant : elles furent remplacées d'une part par des locomotives diesel modèle 132 de la Deutsche Reichsbahn et des tractrices InterRegion de la Deutsche Bundesbahn. En 1991 la ligne disposait de quatre paires de locomotives, puis l'année suivante on construisit des motrices prévues pour un temps de parcours de deux heures. La durée du trajet entre Berlin et Hambourg prenait alors encore à peu près quatre heures. Les premiers train entre Nauen et Berlin avaient leur terminus à Charlottenburg, puis Jungfernheide, et par la suite Westkreuz.
En préparation du plan fédéral routier de 1992, on examina, outre le projet émergent de train à sustentation magnétique Berlin–Hambourg, deux autres variantes:
- un tracé entièrement neuf entre Bergedorf et Spandau, estimé à 6 milliards de DM, susceptible de réduire la durée du trajet à 1 h 07 minutes (correspondant à une vitesse de pointe de 300 km/h) voire 1 h (350 km/h). Cette variante a été écartée comme trop peu rentable[11] ;
- la reconstruction pour la circulation de trains à 220 km/h de la voie existante Hambourg–Berlin, moyennant un investissement de 2,4 milliards de DM, et la connexion à un tronçon entièrement neuf, long de 83 km pour la circulation de trains à 300 km/h, entre Boizenburg (près de Büchen) et le petit village de Kuhblank (près de Wittenberge). Cela aurait permis de supprimer les ralentissements dans la campagne de Hagenow, à Ludwigslust et Wittenberge tout en raccourcissant l'itinéaire de 16 km. La durée du voyage entre Hambourg et Berlin aurait été ramenée à 1 h 22 min. Cette variante n'a pas non plus été retenue : le 2 mars 1994, le gouvernement fédéral optait pour la solution du train magnétique[11].

Dans le cadre de la Réunification des voies de communications allemandes (Verkehrsprojekte Deutsche Einheit) cette ligne fut désignée comme la VDE Schiene no 2. On envisageait une réhabilitation avec le rétablissement de la seconde voie ferrée, l’électrification complète et l'installation d'une signalisation ferroviaire moderne compatible avec une circulation normale à 160 km/h. Commencés dès 1991, ces travaux n'aboutirent qu'en 1997. Ce projet fut approuvé en même temps que celui du nouveau Centre-ville de Berlin du « Bureau de planification ferroviaire de l'Allemagne réunifiée » (Planungsgesellschaft Bahnbau Deutsche Einheit).
À la fin de 1992, au bout d'un an de travaux, les premiers tronçons (Zernitz–Breddin, Wittenberge) étaient prêts. Le 14 juillet 1992, les travaux d’électrification du tronçon Ludwigslust–Büchen commençaient. Cette année-là, on espérait disposer d'une ligne compatible avec la circulation à 200 km/h vers le milieu des années 1990. Le calendrier des travaux fut approuvé en mars 1993. Le coût des travaux était estimé à 3,6 milliards de D-Mark. À l'été 1994, le Ministère Fédéral des Transports inscrivait la ligne au plan d'électrification.
À cet effet, le tronçon Falkensee — Albrechtshof fut fermé en 1993 et entièrement rénové entre Falkensee et Spandau. L'ancienne gare de plain-pied d'Albrechtshof fut démontée et déplacée à 80 m de là, à Dammlage. Le 28 mai 1995, le tronçon était remis au service d'exploitation, ainsi que tout le reste de la ligne originelle vers Hambourg. Les premiers trains électriques pour Berlin traversèrent Albrechtshof pour la première fois le 28 mai 1995.
Au mois de mai 1995, le tronçon à voie unique Falkensee — Berlin-Spandau Ouest était équipé de locomotives diesel. La ligne de Hambourg fut enfin de nouveau mise à deux voies en 1995. Au plus fort des travaux, les trains de voyageurs subissaient un retard de 40 minutes (soit une durée totale de 3 h 40 min). Le 22 mai 1997, l’électrification complète de la ligne était achevée. Au total, les travaux avaient coûté deux milliards d'euros.
Le 29 mai 1997, alors que l'on n’avait rénové que 80 % des voies, l’ICE Fliegender Hamburger effectua le trajet en 2 h 14 min. Jusqu'en 1998, le projet engloutit 4,5 milliards de DM (soit 2,3 milliards d'euros) rien que pour la mise à niveau de l'infrastructure.
Les travaux devaient ensuite se tourner vers l'obtention d'une vitesse de pointe de 160 km/h, avec une option pour 200 km/h ; mais la décision de réaliser le train à sustentation magnétique vint bouleverser ce programme. Il s'agissait, pour le plan quinquennal 1996–2000, de passer sous les 60 min (sans arrêt) avec une vitesse de pointe de 400 km/h, pour un budget compris entre 3,9 et 4,5 milliards d'euros et une inauguration prévue en 2006. Mais le nouveau président de Deutsche Bahn AG, Hartmut Mehdorn, abandonna le projet peu après son entrée en fonctions en 2000 : avec un coût révisé de 12 milliards de DM et seulement 40 000 passagers par jour, il n'était pas vraiment rentable.

## Caractéristiques
Elle est réservée aux ICE 1, ICE T avec une vitesse de pointe de 230 km/h. Trains InterCity et EuroCity circulent avec un maximum de 200 km/h sur le tronçon.

## Tracé
La nouvelle ligne commence au Ouest à Hambourg et descend jusqu'à Berlin-Spandau.

## Données techniques
- Vitesse maximum : 230 km
- Alimentation électrique : 15 kV 16 2/3 Hz